# True North
True North è il sedicesimo album discografico in studio del gruppo musicale statunitense Bad Religion, pubblicato nel gennaio 2013.

## Tracce
1. True North – 1:56
2. Past Is Dead – 2:39
3. Robin Hood in Reverse – 2:53
4. Land of Endless Greed – 1:53
5. Fuck You – 2:14
6. Dharma and the Bomb – 2:00
7. Hello Cruel World – 3:50
8. Vanity – 1:01
9. In Their Hearts is Right – 1:59
10. Crisis Time – 2:39
11. Dept. of False Hope – 2:40
12. Nothing to Dismay – 2:07
13. Popular Consensus – 1:53
14. My Head is Full of Ghosts – 1:46
15. The Island – 1:28
16. Changing Tide – 2:23

## Formazione
- Greg Graffin – voce
- Brett Gurewitz – chitarra, cori voce
- Brian Baker – chitarra
- Greg Hetson – chitarra
- Jay Bentley – basso, cori
- Brooks Wackerman – batteria